# Albert Levan
Albert Levan (1905–1998) va ser un botànic i genetista suec.
Albert Levan actualment és conegut especialment per ser el coautor de l'informe de l'any 1956 on s'estableix que els humans normalment tenen 46 cromosomes (en lloc dels 48 cromosomes que es creia anteriorment). Aquest gran descobriment va ser fet per Joe Hin Tjio en el laboratori de Levan.
Levan estava especialitzat en la citologia de les plantes. Levan va observar la similitud entre l'estructura dels cromosomes de les cèl·lules canceroses i els errors introduïts en les cèl·lules de les plantes via elements químics o radioactius. Aquests estudis posteriorment el van portar a examinar els cromosomes en les cèl·lules animals.
Levan va ser elgit membre de la Reial Acadèmia Sueca de Ciències el 1967.